# Kariata Diaby
Pour les articles homonymes, voir Diaby.
Kariata Diaby est une joueuse ivoirienne de basket-ball, née le 29 juin 1995 à Daloa (Côte d'Ivoire).

## Biographie
Elle a participé avec l'équipe nationale de Côte d'Ivoire au Championnat d'Afrique de basket-ball féminin 2013 et Championnat d’Afrique de basket-ball féminin 2017. Elle joue pour la saison 2017-2018 avec l'équipe de Charnay-lès-Mâcon en Ligue féminine 2.
Pour ses débuts en LFB en 2018-2019, elle se fait remarquer par ses performances sous le maillot de Landerneau (30 points et 9 rebonds dans une victoire contre Lyon ASVEL puis 20 points et 13 rebonds contre les Flammes Carolo) ce qui incite Villeneuve-d'Ascq à la signer pour deux saisons et une troisième en option. Pour sa saison à Landerneau, ses statistiques étaient de 16,2 points, 7,0 rebonds et 16,8 d’évaluation,. Malgré une saison blanche en 2019-2020 due à une blessure, elle est confirmée par Villeneuve-d'Ascq pour 2020-2021.

## Clubs
- ????-2014 :  Abidjan Basket Club
- 2014-2017 :  Voiron (NF2 puis NF1)
- 2017-2018 :  Charnay-lès-Mâcon (Ligue féminine 2)
- 2018-2019 :  Landerneau Bretagne Basket (LFB)
- 2019-2024 :  Entente sportive Basket de Villeneuve-d'Ascq - Lille Métropole (LFB)
- 2024- :  Tango Bourges Basket (LFB)

## Palmarès
- Champion de France NF2 : 2015
- Championne de France LFB 2024 avec Villeneuve-d'Ascq[7]

## Distinctions individuelles
- Cinq Majeur LFB : saison 2018-2019[8], saison 2024-2025
- MVP de la ligue féminine de basketball : saison 2024-2025

## Statistiques

### En club

#### WNBA
| Saison | Équipe             | MJ | M5 | Min | %T   | %3 | %LF  | Rb  | PD  | Int | Ctr | BP  | F   | Pts |
| ------ | ------------------ | -- | -- | --- | ---- | -- | ---- | --- | --- | --- | --- | --- | --- | --- |
| 2025   | Sun du Connecticut | 13 | 0  | 7,9 | 50,0 | -  | 78,6 | 1,0 | 0,4 | 0,5 | 0,1 | 0,9 | 1,5 | 1,9 |
| Total  | Total              | 13 | 0  | 7,9 | 50,0 | -  | 78,6 | 1,0 | 0,4 | 0,5 | 0,1 | 0,9 | 1,5 | 1,9 |